# Mardasavas

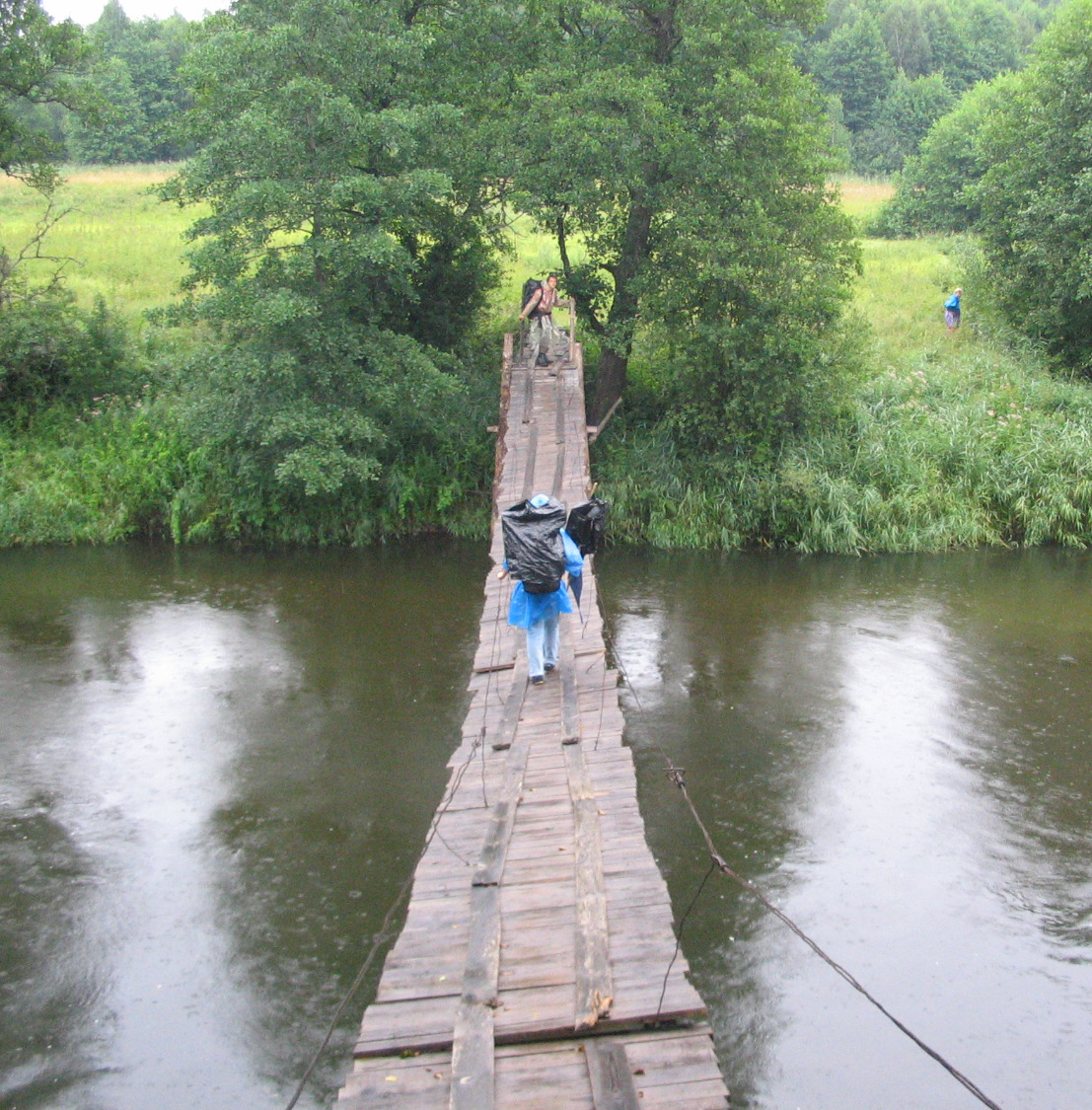
Touwbrug over de Merkys

Mardasavas is een dorp in het zuiden van Litouwen ongeveer 100 kilometer ten zuidwesten van de hoofdstad Vilnius. Het dorp ligt in het 55.000 ha grote Nationaal Park Dzūkija en is verdeeld over twee gemeenten. 17 inwoners telt de nederzetting in de gemeente Merkinė ten westen van de rivier Merkys, 26 inwoners wonen aan de oostkant, in de gemeente Marcinkonys. In het plaatsje is een winkel en een camping. De school, bibliotheek, postkantoor en polikliniek zijn inmiddels gesloten. 

## Geschiedenis

Grens Polen-Litouwen in 1920-1939, de rode lijn

Na de Poolse Delingen viel het dorp tot 1920 onder Rusland, waarna het gebied ten oosten van de Merkys gedurende het Interbellum onder Pools bestuur kwam te staan. Het dorp werd door een grenspost in tweeën gedeeld. Na de Tweede Wereldoorlog werd het hele dorp onderdeel van de Sovjet-Unie, totdat het in 1991 deel werd van de soevereine staat Litouwen. In 1923 werd in het Poolse deel een Litouwse volksschool opgericht. Het oostelijke dorp telde toen 166 inwoners, en 30 boerderijen.

## Bevolking
Mardasavas telde in 2011 in beide dorpsdelen 43 inwoners, van wie 20 mannen en 23 vrouwen.

| Inwoners per jaar |        |
| Jaar              | Aantal |
| 1923              | 166    |
| 1979              | 105    |
| 2001              | 46     |
| 2011              | 43     |